# Aristocrats (Band)

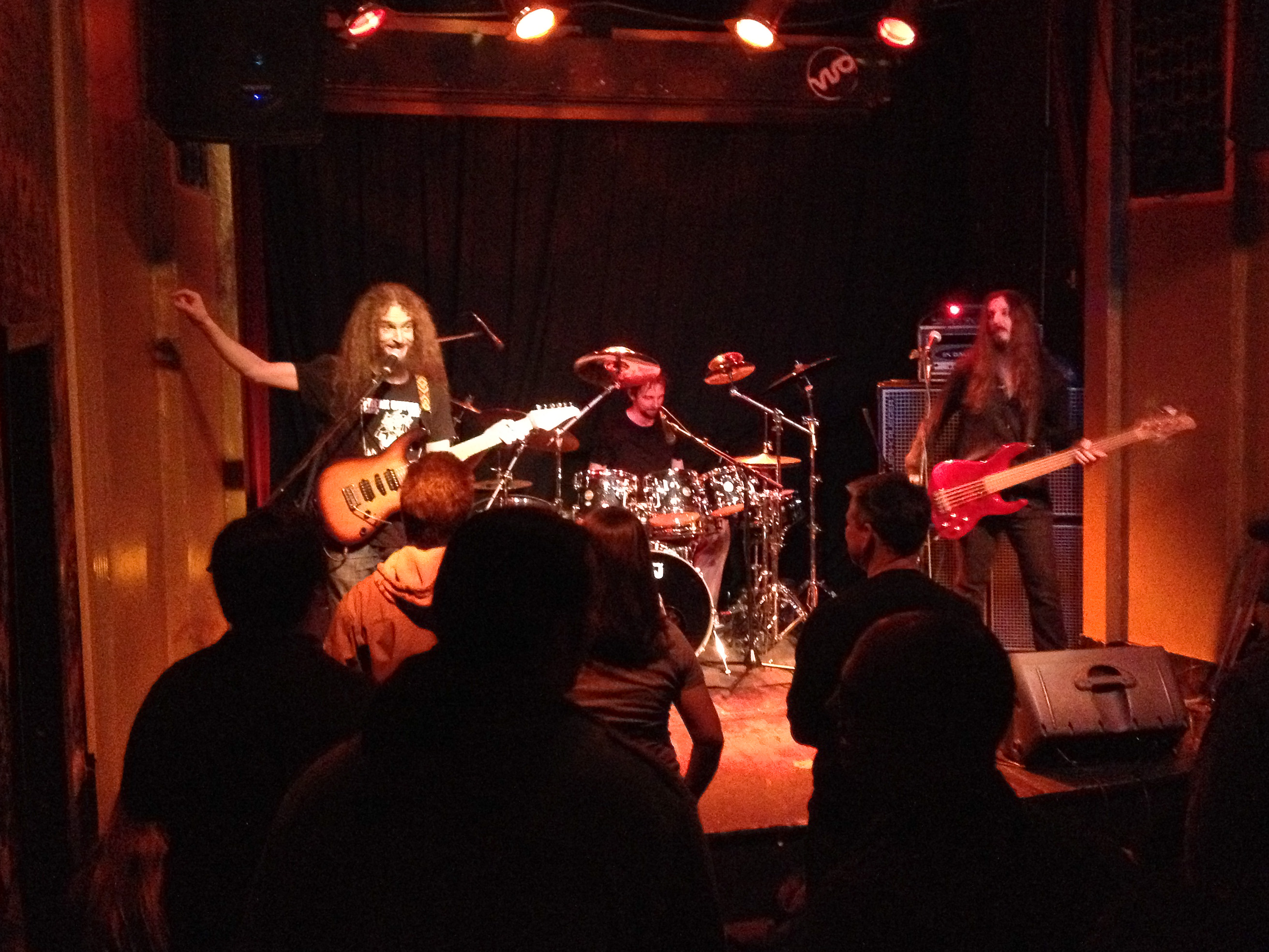
The Aristocrats (2012)

The Aristocrats sind ein instrumentales Progressive-Rock-Trio. Es besteht aus dem britischen Gitarristen Guthrie Govan, dem deutschen Schlagzeuger Marco Minnemann und dem amerikanischen Bassisten Bryan Beller.

## Geschichte
Die Band wurde im Januar 2011 nach enthusiastischen Reaktionen auf ein Konzert im Rahmen der NAMM Show gegründet. Ursprünglich sollte der Gitarrist für diese einmalige Show Greg Howe sein, der im letzten Moment durch Guthrie Govan ersetzt wurde. Das Trio hatte nur eine Probe vor dem Konzert, verblüffte aber sowohl das Publikum als auch sich selbst. Govan erklärte später: „Die Chemie war so gut, dass wir, als wir von der Bühne kamen, alle zueinander sagten: ‚Das funktioniert. Wir sollten das aufnehmen.‘“
Später kam die Band zusammen und traf sich in Chicago, um in acht Tagen ihr Debütalbum aufzunehmen. Das Album spiegelt ihre jeweiligen Einflüsse wider, die von 70er-Jahre-Fusion (Return to Forever) über Progressive (King Crimson) und Instrumental-Rock (Steve Vai, Joe Satriani) bis hin zu Rap-Metal (Rage Against the Machine) und Absurdität (Frank Zappa) reichen. Bassist Bryan Beller sagte: „Wir haben unsere verschiedenen Einflüsse genutzt, um füreinander zu schreiben. Ich habe ‚Sweaty Knockers‘ speziell für Guthrie geschrieben, damit er Spaß daran hat, während Guthrie ‚I Want A Parrot‘ mit Blick auf die Bass-Leads geschrieben hat. Was Marcos Material angeht, haben wir einfach Glück, dass wir damit mithalten können.“
Der Gruppenname leitet sich vom Witz The Aristocrats ab, und folglich sind die Titel auf ihrem Debütalbum voller anzüglicher Doppeldeutigkeiten.
Nach der Veröffentlichung ihres Debüts im September 2011 ging das Trio im Jahr 2012 auf Tournee. Später im selben Jahr veröffentlichte die Band ihr erstes Live-Album Boing, We'll Do It Live! Das Bild- und Tonmaterial für diese Veröffentlichung wurde bei zwei Konzerten im Alvas Showroom in Los Angeles, Kalifornien, aufgenommen. Bei diesen Konzerten spielte die Band Material aus ihrem Debütalbum und Songs aus den Soloprojekten der Bandmitglieder.
Im Juli 2013 wurde ihr zweites Studioalbum Culture Clash veröffentlicht, auf das eine Tournee folgte, zunächst 2013 in Nordamerika und dann 2014 in Europa, Südamerika und Asien. Nach der Tournee stellte die Band Ausschnitte von Auftritten an sechs verschiedenen Orten für ihr kommendes zweites Live-Album Culture Clash Live! zusammen, das 2015 auf CD und DVD veröffentlicht wurde. Gleichzeitig veröffentlichte die Band ihr „offizielles Bootleg“ der Tournee, ein 2-CD-Set in limitierter Auflage mit dem Titel Secret Show: Live in Osaka. Während ihrer Tour im Januar 2015 stellte die Band das Material für ihr drittes Studioalbum Tres Caballeros vor. Das Album wurde im Juni 2015 veröffentlicht.
Im Jahr 2016 nahmen sie zusammen mit Joe Satriani und Steve Vai an der G3-Tour teil.
Nach dieser Tournee beschlossen The Aristocrats, eine längere Auszeit zu nehmen und sich auf ihre eigenen Soloprojekte zu konzentrieren, während sie 2017 und 2018 mit anderen Acts (BB/MM Joe Satriani, GG Hans Zimmer) tourten.
Das vierte Album You Know What? wurde im Juni 2019 veröffentlicht.

## Diskografie
Studio-Alben
- The Aristocrats (2011)
- Culture Clash (2013)
- Tres Caballeros (2015)
- You Know What...? (2019)
- The Aristocrats with Primuz Chamber Orchestra (2022)
- Duck (2024)

Live-Alben
- Boing, We'll Do It Live! (2012)
- Culture Clash Live! (2015)
- Secret Show: Live in Osaka (2015)
- FREEZE! Live in Europe 2020 (2021)